# Dailekh (district)

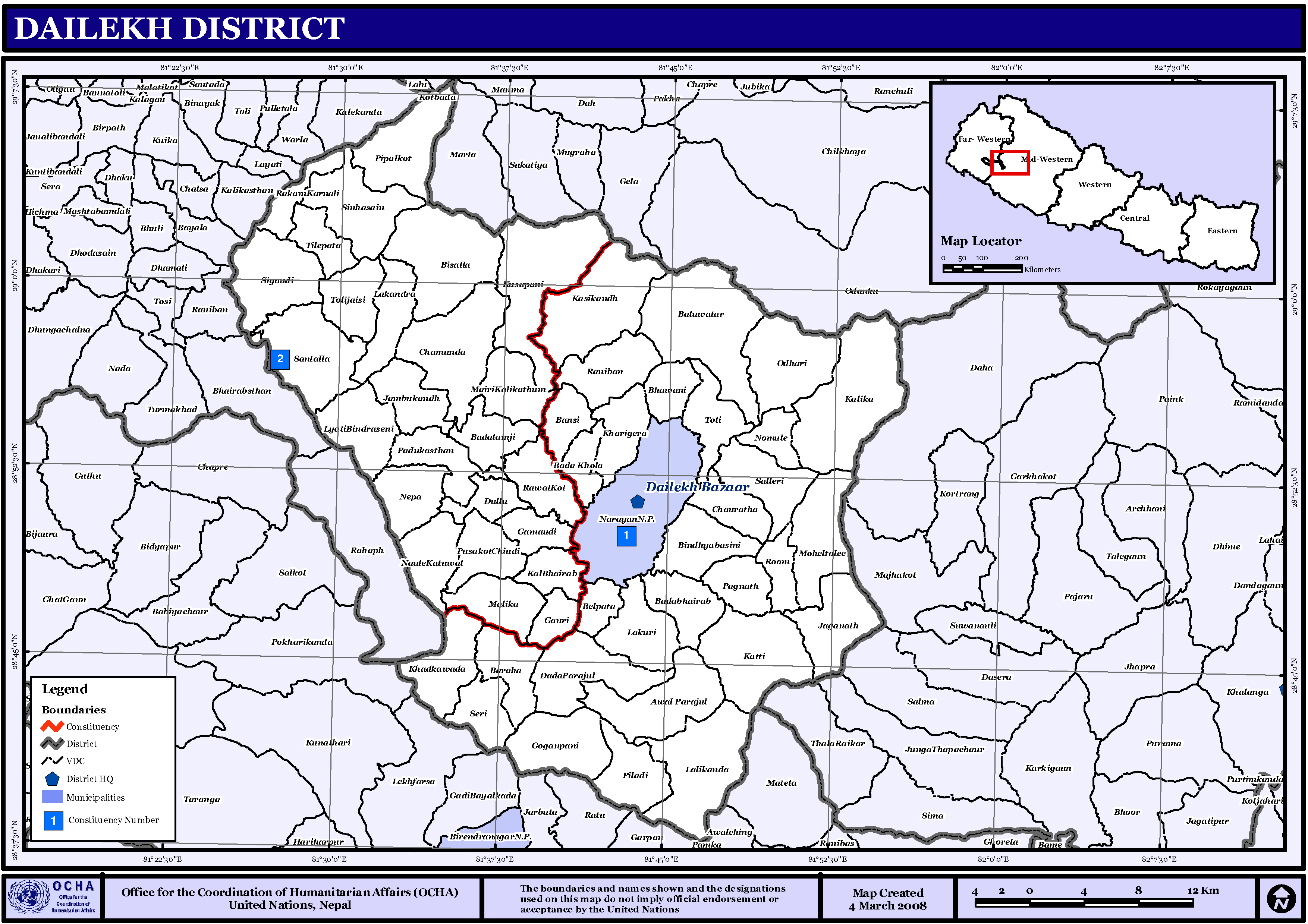
Kaart van het district Dailekh

Dailekh, ook Dilekh, (Nepalees: दैलेख) is een van de 75 districten van Nepal. Het district is gelegen in de zone Bheri en de hoofdstad is Narayan, vroeger genaamd Dailekh of Dailekh Bazaar.

## Stedenendorpscommissies[2][3]
- Stad: Nepalees: nagarpalika of N.P.; Engels: municipality;
- Dorpscommissie: Nepalees: gāu bikās samiti; Engels: village development committee of VDC.

- Steden (1): Narayan (vroeger Dailekh of Dailekh Bazaar).
- Dorpscommissies (55): Awal Parajul, Bada Bhairab (of: Badabhairab), Bada Khola (of: Badakhola), Badalamji, Baluwatar, Bansi, Baraha, Belpata, Bhawani, Bindhyabasini, Bisalla, Chamunda, Chauratha, Dada Parajul, Dullu, Gamaudi, Gauri, Goganpani, Jaganath, Jambukandh, Kal Bhairab, Kalika, Kasikandh, Katti, Khadkawada (of: Khadgabada), Kharigera (of: Kharigaira), Kusapani, Lakandra, Lakuri (of: Lankuri), Lalikanda, Lyatibindraseni (of: Layati Bindrasaini), Mairi Kalikathum (of: Bhairi Kalikathum), Malika, Moheltolee (of: Meheltoli), Naule Katuwal, Nepa, Nomule, Odhari (of: Dwari), Paduksthan, Pagnath, Piladi, Pipalkot, Pusakot Chiudi (of: Chhiudi Pusakot), Rakam Karnali, Raniban, Rawat Kot (of: Rawatkot), Room (of: Ruma), Salleri, Santalla (of: Sattala), Seri, Sigaudi, Sinhasain, Tilepata, Toli, Tolijaisi.

Achham · 
Arghakhanchi · 
Baglung · 
Baitadi · 
Bajhang · 
Bajura · 
Banke · 
Bara · 
Bardiya · 
Bhaktapur · 
Bhojpur · 
Chitwan · 
Dadeldhura · 
Dailekh · 
Dang · 
Darchula · 
Dhading · 
Dhankuta · 
Dhanusa · 
Dolkha · 
Dolpa · 
Doti · 
Gorkha · 
Gulmi · 
Humla · 
Ilam · 
Jajarkot · 
Jhapa · 
Jumla · 
Kailali · 
Kalikot · 
Kanchanpur · 
Kapilvastu · 
Kaski · 
Kathmandu · 
Kavrepalanchok · 
Khotang · 
Lalitpur · 
Lamjung · 
Mahottari · 
Makwanpur · 
Manang · 
Morang · 
Mugu · 
Mustang · 
Myagdi · 
Nawalparasi · 
Nuwakot · 
Okhaldhunga · 
Palpa · 
Panchthar · 
Parbat · 
Parsa · 
Pyuthan · 
Ramechhap · 
Rasuwa · 
Rautahat · 
Rolpa · 
Rukum · 
Rupandehi · 
Salyan · 
Sankhuwasabha · 
Saptari · 
Sarlahi · 
Sindhuli · 
Sindhulpalchok · 
Siraha · 
Solukhumbu · 
Sunsari · 
Surkhet · 
Syangja · 
Tanahu · 
Taplejung · 
Terhathum · 
Udayapur